# Військова колегія (Швеція)
Військова колегія (швед. Krigskollegium) – центральна державна установа Швеції, яка з 1636 по 1865 рік відала питаннями оборони держави.
5 червня 1630 року шведський король Густав II Адольф, який готувався відплисти в Німеччину, де точилася Тридцятирічна війна, видав у Ельвстаббені указ про заснування Військового суду (krigsrätten), що називався ще іноді Військовою радою (krigsrådet). Президентом нової установи став марск. Крім нього в штаті суду був віце-президент і п'ять асесорів, з яких один був цивільною особою. 
У формі правління 1634 року рада згадується як друга за значущістю колегія, проте формування нової установи було завершено лише до 20 березня 1636 року, коли був виданий її перший регламент. Тоді ж колегія отримала назву Військової. 
Згідно з регламентом, Військова колегія мала адміністративну та судову владу, до її відання відносилися питання комплектування армії, нагляд за станом фортець, постачання військ, а також підтримання в них військової дисципліни. Судові функції колегія зберігала за собою до 1683 р., коли був утворений Вищий військовий трибунал (generalkrigsrätt), після чого її діяльність обмежилася суто адміністративними питаннями, за винятком періоду з 1774 по 1791 р., коли питання, що перебували у віданні військового трибуналу, знову були передані у Військову колегію.
На чолі колегії аж до 1696 р. стояв риксмарск, після чого в цій установі була введена посада президента.
При Карлі XII здійснювалися спроби реорганізувати військове управління в країні, проте після його загибелі колегія знову була відновлена і 16 жовтня 1723 року отримала новий регламент. Тепер президентом колегії могла стати лише особа, що не входить до складу риксроду. Питання вирішувались на загальних зборах, пленумі – аж до 1782 року, коли колегія була поділена на департаменти. З часом число департаментів збільшувалася. У 1850 році посада президента була скасована, а колегія стала підрозділятися на чотири відділення: артилерійське (artilleriavdelningen), інженерне (fortifikationsavdelningen), інтендантське (intendentsavdelningen) та фінансове (avlöningsavdelningen).
Функції колегії в 1865 році були передані Армійському управлінню (Arméförvaltningen).